# Gustaf von Numers (militär)
Gustaf von Numers, född 11 januari 1752 på Otnäs i Esbo socken, död 24 februari 1826 på Tottesund i Vörå socken, var en svensk militär.
Gustaf von Numers var son till löjtnant Carl Mauritz von Numers och  Beata Charlotta Giös. Han blev adjutant vid Hamiltonska regementet 1760, sergeant där 1761, transporterades till Blixenska regementet 1767, blev fänrik där 1768 och löjtnant 1771. von Numers blev kapten i armén 1775, kapten vid Österbottens regemente samma år, sekundmajor där 1782, premiärmajor 1783 och överstelöjtnant 1785. Han var vice landshövding i Uleåborgs län, deltog i Gustav III:s ryska krig 1788–1790 och blev överste i armén 1792. von Numers var chef för Österbottens regemente 1794–1809. Han deltog i Finska kriget 1808–1809, befordrades till generalmajor i armén 1809 och tog avsked ur svensk tjänst 1810. Han blev immatrikulerad på riddarhuset i Finland 1818. von Numers blev 1789 riddare och 1817 kommendör av Svärdsorden.